# Râul Băbeanca
Râul Băbeanca este un curs de apă, afluent al râului Leșu. 